# Khuê Văn
Khuê Văn (tiếng Trung: 奎文区, Hán Việt: Khuê Văn khu) là một quận của địa cấp thị Duy Phường, tỉnh Sơn Đông, Cộng hòa Nhân dân Trung Hoa. Quận này có diện tích 189 km2, dân số 390.000 người. Mã số bưu chính 261041. Khuê Văn được chia thành 9 nhai đạo.